# Bronisław Kwaskowski
Bronisław Stanisław Kwaskowski (ur. 26 kwietnia 1899 w Warszawie, zm. 9–11 kwietnia 1940 w Katyniu) – major dyplomowany piechoty Wojska Polskiego, ofiara zbrodni katyńskiej.

## Życiorys
Urodził się 26 kwietnia 1899 roku w Warszawie, w rodzinie Piotra i Berty. 
Od 1 października 1917 roku do 18 lipca 1918 roku był uczniem klasy „C” (klasa I) Szkoły Podchorążych Piechoty w Ostrowi Mazowieckiej. W latach 1921–1923 pełnił służbę w Wielkopolskiej Szkole Podoficerów Piechoty Nr 2 (od 1923 roku – Centralnej Szkole Podoficerów Zawodowych Piechoty Nr 2) w Grudziądzu, a jego oddziałem macierzystym był 7 pułk piechoty Legionów w Chełmie. 3 maja 1922 roku został zweryfikowany w stopniu porucznika ze starszeństwem z dniem 1 czerwca 1919 roku i 2354. lokatą w korpusie oficerów piechoty. W latach 1923–1926 pełnił służbę w 27 pułku piechoty w Częstochowie. W dniach 14–15 kwietnia oraz 11–12 maja 1926 roku składał egzamin wstępny do Wyższej Szkoły Wojennej. Z dniem 2 listopada 1926 roku został przydzielony do Wyższej Szkoły Wojennej w Warszawie, w charakterze słuchacza Kursu Normalnego 1926–1928. 19 marca 1928 roku został mianowany kapitanem ze starszeństwem z dniem 1 stycznia 1928 roku i 217. lokatą w korpusie oficerów piechoty. Z dniem 31 października 1928 roku, po ukończeniu kursu i otrzymaniu dyplomu naukowego oficera Sztabu Generalnego, został przydzielony do Dowództwa 18 Dywizji Piechoty w Łomży na stanowisko oficera sztabu. Z dniem 1 listopada 1930 roku został przeniesiony do Wyższej Szkoły Wojennej na stanowisko wykładowcy. 22 grudnia 1934 roku ogłoszono jego przeniesienie do 60 pułku piechoty w Ostrowie Wielkopolskim celem odbycia stażu liniowego na stanowisku dowódcy kompanii. Na stopień majora został mianowany ze starszeństwem z dniem 1 stycznia 1936 roku i 83. lokatą w korpusie oficerów piechoty. W marcu 1939 w Wyższej Szkole Wojennej był wykładowcą przedmiotu operacyjna służba sztabów na kursie doskonalenia dla oficerów dyplomowanych. W 1939 roku został wyznaczony na stanowisko kwatermistrza Samodzielnej Grupy Operacyjnej „Narew”. 10 września 1939 roku w folwarku Michałki kierował walką pododdziałów Kwatery Głównej SGO „Narew” z niemieckim oddziałem pancernym.
W czasie kampanii wrześniowej 1939, po agresji ZSRR na Polskę, w nieznanych okolicznościach dostał się do niewoli sowieckiej. Osadzono go w obozie jenieckim w Kozielsku. Między 7 a 9 kwietnia 1940 przekazany do dyspozycji naczelnika Zarządu NKWD Obwodu Smoleńskiego – lista wywózkowa 015/2 z 5 kwietnia 1940. Został zamordowany między 9 a 11 kwietnia 1940 w Katyniu przez funkcjonariuszy Obwodowego Zarządu NKWD w Smoleńsku oraz pracowników NKWD przybyłych z Moskwy na mocy decyzji Biura Politycznego KC WKP(b) z 5 marca 1940. Ofiary tej zbrodni grzebano w bezimiennych mogiłach zbiorowych, gdzie od 28 lipca 2000 mieści się oficjalnie Polski Cmentarz Wojenny w Katyniu. W miejscu tym prowadzone były ekshumacje i prace archeologiczne. Zidentyfikowany podczas ekshumacji nadzorowanych przez Niemców w 1943 pod numerem 465 – dosł. opisany jako Kwaskowski Stanislaw (raport dzienny z 24 kwietnia 1943). Przy jego szczątkach znaleziono: dowód osobisty, 2 pocztówki, list, telegram, 2 wizytówki, 10 złotych w gotówce oraz kalendarzyk kieszonkowy. Figuruje na liście Komisji Technicznej PCK pod numerem 0465. W Archiwum Robla w pakiecie 01231-07, wymieniony (bez imienia) we wpisie z 31 grudnia 1939 w materiałach znalezionych przy szczątkach Kazimierza Szczekowskiego.
5 października 2007 minister obrony narodowej Aleksander Szczygło mianował go pośmiertnie na stopień podpułkownika. Awans został ogłoszony 9 listopada 2007 w Warszawie, w trakcie uroczystości „Katyń Pamiętamy – Uczcijmy Pamięć Bohaterów”.

## Odznaczenia
- Krzyż Walecznych trzykrotnie[16][33]
- Złoty Krzyż Zasługi – 10 listopada 1938 „za zasługi w służbie wojskowej”[34][16]
- Krzyż za Obronę Śląska Cieszyńskiego II kl. – 2 października 1919[35]